# Światowy Dzień Oceanów
Światowy Dzień Oceanów, (ang.) World Oceans Day – coroczne międzynarodowe święto obchodzone 8 czerwca. 
Pierwszy raz ustanowienie święta zaproponowano w trakcie Szczytu Ziemi 1992, jednak święto zostało oficjalnie ustanowione przez ONZ w 2008 roku. Celem święta jest propagowanie wiedzy na temat oceanów i znajdującej się w nich flory i fauny oraz zanieczyszczenia oceanów. W ten dzień w muzeach i oceanariach odbywają się często wystawy związane z oceanami.